# Хохокам-Пима
Национальный монумент Хохокам-Пима (англ. Hohokam Pima National Monument), включающий площадку археологических раскопок, известную как Снейктаун, представляет собой останки поселения культуры Хохокам в Индейской общине реки Хила близ современного города Сакатон в штате Аризона. Снейктаун объявлен Национальным историческим памятником США в 1964 году. Позднее Снейктаун был включён в состав более крупного Национального монумента в 1972 году и включен в Национальный реестр исторических мест в 1974 году.
Памятник находится в управлении индейской общины реки Хила, которая приняла решение не открывать публичного доступа к памятнику. Музей расположен на территории близлежащего национального памятника Каса-Гранде в г. Кулидж, штат Аризона; в нём представлены артефакты из Снейктауна.
Впервые раскопки Снейктауна в 1934 году провёл Фонд Хила-Пуэбло под руководством Гарольда Глэдуина. В период 1964—1965 годов следующие раскопки провёл Эмиль Хори из того же фонда. Две данных экспедиции обнаружили более 60 холмов из древнего мусора. Центральная площадь и два стадиона для игры в мяч были окружены домами-колодцами, сложная система ирригации орошала близлежащие поля, на которых выращивались бобы, кукуруза и тыква. В погребениях практиковалась кремация: в ходе экспедиции обнаружено до 8 зон, которые могли использоваться как крематории. Местные ремесленники производили керамику и украшения из раковин. Поселение торговало с государствами Месоамерики, о чём свидетельствуют находки медных колокольчиков и статуэток.
Большинство археологических раскопов были засыпаны по окончании раскопок, чтобы сохранить памятник для будущих исследователей. Уменьшенная модель древнего поселения в Снейктауне представлена в Музее Хёрда в городе Финикс, а артефакты с раскопок представлены в музее штата Аризона.
В Снейктауне обнаружены стадионы для игры в мяч, которая возникла под месоамериканским влиянием. Стадионы имели форму овальной чаши, образованной двумя параллельными насыпями. Каждый стадион имел длину 60 метров, ширину 33 метра, и насыпь высотой 2,5 метра. Насыпи не смыкались в торцах стадиона, но постепенно спускались до уровня земли. Количество стадионов для игры в мяч в поселениях со временем росло, что говорит о росте популярности данного ритуала, а также о росте населения.
Керамика Снейктауна, несмотря на однородность, возможно, указывает на мирное сосуществование двух групп населения с различными культурными традициями.